# Karl Johann Anton von Liechtenstein
Karl Johann Anton Prinz von und zu Liechtenstein (* 15. Juni 1803 in Wien; † 12. Oktober 1871 in Ischl) war von 1806 bis 1813 nominell Regent des Fürstentums Liechtenstein. 1836 bis 1871 war er Inhaber der Herrschaft Neulengbach.

## Biografie
Prinz Karl Johann Anton wurde am 14. Juni 1803 in Wien als sechstes Kind des Feldmarschallleutnants und Prinzen (ab 1805 Fürsten) Johann I. von und zu Liechtenstein und seiner Gattin Josefa Sophie geborene Landgräfin zu Fürstenberg-Weitra (1776–1848) geboren.
Als sein Vater 1806 durch Napoleon zum Fürsten im Rheinbund gemacht wurde, aber weiterhin seine Loyalität zum österreichischen Kaiserhaus bewahren wollte, übertrug Fürst Johann I. seinem erst dreijährigen Sohn nominell die Regentschaft über das Fürstentum Liechtenstein, behielt jedoch die Vormundschaft. 1813 übernahm Fürst Johann I. die Regentschaft wieder selbständig.
Prinz Karl Johann wurde Oberst-Wachtmeister der Armee und erhielt von seinem Vater die Herrschaft Neulengbach als Tertiogenitur-Fideikommiss. Am 10. September 1832 heiratete er Rosalie Gräfin von Grünne, verwitwete Gräfin von Schönfeld (* 3. März 1805 in Wien; † 20. April 1841 in Freiwaldau), Tochter des Grafen Philipp von Grünne. Der Ehe entstammten drei Kinder.
Prinz Karl Johann starb am 12. Oktober 1871 in Ischl und wurde in seiner Herrschaft Neulengbach begraben, wo bereits seine Gattin ihre letzte Ruhestätte gefunden hatte.

## Neulengbacher Linie des Hauses Liechtenstein
Aus der Ehe des Prinzen Karl Johann gingen drei Kinder hervor:
- Prinz Rudolf von und zu Liechtenstein (* 28. Dezember 1833 in Graz; † 23. Mai 1888 in Obermais bei Meran); heiratete in erster Ehe am 28. Mai 1859 Klara Gräfin Sermage (* 19. September 1836 in Wien; † ?), gerichtlich geschieden 1877; heiratete in zweiter Ehe am 8. Oktober 1877 die Schauspielerin Hedwig Stein (* 12. Jänner 1846 in Ziegnitz; † 17. Mai 1921)[1][2]; er war k.u.k. Kreiskommissär extra statum; 1871 erbte er die Herrschaft Neulengbach und trat sie am 1. Februar 1882 an seinen Neffen ab; Grabstätte: Meran, Ev. Friedhof
- Prinz Philipp Karl von und zu Liechtenstein (* 17. Juli 1837 in Graz; † 15. März 1901 in Wien); heiratete in 1. Ehe Marianne Gräfin Marcolini († 4. Juni 1864), heiratete in 2. Ehe in Budapest am 25. März 1879 Franziska Todesco geschiedene von Erös (* Wien 21. August 1843[3]; † 1. Oktober 1921), Tochter von Moritz von Todesco und Jetty Treffz; er wurde am 14. Dezember 1854 Unterleutnant im 9. Husarenregiment, avancierte am 9. Juli 1856 zum Oberleutnant und 1. Juni 1859 zum Rittmeister 2. Klasse; 1890 erhielt er die Militär-Verdienstmedaille; Grabstätte: Wien-Hietzing; sein Sohn aus erster Ehe war:

- Prinz Karl von und zu Liechtenstein (* 27. September 1862; † 24. Februar 1893); er übernahm am 1. Februar 1882 die Herrschaft Neulengbach von seinem Onkel und vererbte sie an seinen Onkel Prinz Franz de Paula (1853–1938), den späteren Fürsten Franz I.; Grabstätte: Neulengbach

- Prinzessin Albertina Josefa von und zu Liechtenstein (* 29. Juni 1838 in Graz; † 25. April 1844 in Wien); Grabstätte: Neulengbach.

## Titel, Anrede, Wappen

Wappen der fürstlichen Familie

Der volle Titel des Prinzen war Prinz von und zu Liechtenstein, Herzog von Troppau und Jägerndorf, Graf zu Rietberg. Alle Mitglieder des Hauses haben seit kaiserlicher Verleihung des Prädikats vom 3. Juni 1760 die Anrede Durchlaucht (Schriftform: S.D.) und führen das Wappen der Fürstlichen Familie.